# Марри (округ, Миннесота)
Ма́рри (англ. Murray County) — округ в штате Миннесота, США. Административный центр и крупнейший город — Слейтон. По переписи 2000 года в округе проживают 9165 человек. Площадь — 1864 км², из которых 1824,9 км² — суша, а 39,1 км² — вода. Плотность населения составляет 5 чел./км².

## История
Округ был основан в 1857 году.